# Cartan-Projektion
In der Mathematik ist die Cartan-Projektion ein Hilfsmittel in der Theorie der Lie-Gruppen und Lie-Algebren. 

## Definition
Es sei {\displaystyle G} eine halbeinfache Lie-Gruppe mit Lie-Algebra {\displaystyle {\mathfrak {g}}} und {\displaystyle {\mathfrak {a}}\subset {\mathfrak {g}}} eine Cartan-Unteralgebra. Zu einem Wurzelsystem {\displaystyle \Sigma } sei {\displaystyle {\mathfrak {a}}^{+}\subset {\mathfrak {a}}} die positive Weyl-Kammer und {\displaystyle A^{+}=\exp({\mathfrak {a}}^{+})}.
Dann gibt es eine eindeutige maximal kompakte Untergruppe {\displaystyle K\subset G} mit
{\displaystyle G=KA^{+}K}
und eine eindeutige Abbildung 
{\displaystyle \mu \colon G\to A^{+}},
so dass sich jedes {\displaystyle g\in G} auf eindeutige Weise als {\displaystyle g=k_{1}\mu (g)k_{2}} mit (von {\displaystyle g} abhängenden) {\displaystyle k_{1},k_{2}\in K} zerlegen lässt.
Die Abbildung {\displaystyle \mu \colon G\to A^{+}} heißt Cartan-Projektion. Es gilt {\displaystyle \mu (g)=KgK\cap A^{+}}.

## Beispiel
Es sei
{\displaystyle G=SL(n,\mathbb {R} ),K=SO(n),A^{+}=\left\{\operatorname {diag} (\sigma _{1},\ldots ,\sigma _{n})\in G:\sigma _{1}\geq \ldots \geq \sigma _{n}>0\right\}}.
Dann ist die Cartan-Projektion gegeben durch
{\displaystyle \mu (g)=\operatorname {diag} (\sigma _{1}(g),\ldots ,\sigma _{n}(g))},
wobei {\displaystyle \sigma _{i}(g)^{2}} der {\displaystyle i}-te Eigenwert von {\displaystyle g^{t}g} ist.

## Jordan-Projektion
Eine andere stetige Projektion {\displaystyle \lambda \colon G\to {\overline {\mathfrak {a}}}^{+}} kann man durch die Jordan-Zerlegung definieren, sie hängt mit der Cartan-Projektion über
{\displaystyle \lambda (g)=\lim _{n\to \infty }{\frac {\exp ^{-1}(\mu (g^{n}))}{n}}}
zusammen. Im Fall {\displaystyle G=SL(n,\mathbb {R} )} erhält man die Abbildung	
{\displaystyle \lambda (g)=(\log \mid \lambda _{1}(g)\mid ,\log \mid \lambda _{2}(g)\mid ,\ldots ,\log \mid \lambda _{n}(g)\mid )},
wobei {\displaystyle \lambda _{1}(g),\ldots ,\lambda _{n}(g)} die Eigenwerte (evtl. mit Wiederholungen) in aufsteigender Reihenfolge sind.